# Genere (tassonomia)
Nelle scienze naturali il genere (o genus) è una categoria che raggruppa le specie aventi caratteristiche comuni tra loro. Più generi vengono a loro volta raggruppati in famiglie.
La definizione esatta di genere è complessa e non sempre univoca. In linea di massima, specie diverse appartenenti allo stesso genere hanno una serie di caratteristiche comuni, ma non possono riprodursi. Esistono casi rari di riproduzione tra specie diverse di uno stesso genere (ibridazione), molto spesso con l'intervento umano, ma i figli rimangono infecondi. Per esempio, il cavallo può incrociarsi con l'asino dando origine al mulo o al bardotto, ma questi non sono interfecondi, non possono cioè riprodursi. Inoltre, l'incrocio non avviene in natura, ma per opera dell'uomo. La situazione classica presenta però diverse eccezioni, soprattutto nel regno vegetale.
Nella nomenclatura binomiale codificata da Linneo, ogni organismo vivente viene contraddistinto da due termini: il genere, con iniziale maiuscola, e la specie, con iniziale minuscola. Altri termini aggiuntivi, come la sottospecie, sono facoltativi.